# هارولد برادلي
هارولد برادلي هو عازف بيانو كندي، ولد في 4 مارس 1906، وتوفي في 10 نوفمبر 1984.